# علي بن عمر الشاذلي
علي بن عمر الشاذلي  (755 - 828 هـ) عالم دين وشيخ متصوف قطب زمانه كان  من أبرز العلماء الذين سكنوا مدينة المخا. كانت له مكارم وفضائل ومجاهدات، وكان كثير النذورات والفتوحات خصوصا من الحبشة.شارك وقاد جيش من اليمن لنصرت سعد الدين المجاهد ضد حرب الصليبيين أشهر الطريقة الشاذلية في اليمن ونشر علومها، وصارت له زوايا وأصحاب كثيرة، وزاد اعتقاد أهل بلده فيه. كما كتب عنه أحد تلاميذه الحسين بن عبدالرحمن الاهدل والشاب التائب ابوبكر الحضرمي والفقيه أاحمد الطيب بن ابو بكر دعسين كان من أحد المقربين له والكاتب عنه. ويعد لدى أغلب المؤرخين والكتّاب المكتشف الأول والحقيقي للقهوة.

## نسبه
علي بن عمر بن إبراهيم بن أبي بكر بن محمد بن عبد الله بن محمد جمال الدين الشاذلي ، من ذرية ابوالحسن الشاذلي موسس الطريقة الشاذلية من الأسر الذي سكنت اليمن بوادي سردود ولهم ارتبط بالقبائل التهامية وسكنو أسافل وادي رمع في ترجمة ابن الاشخر كتاب كشف الغين ممن سكنو بوادي سردود من ذرية السبطين.

## مولده ونشأته
ولد بالقرشية السفلى من وادي رمع، بين مدينة زبيد وبيت الفقيه، سنة 755 هـ تقريبا. اشتغل في بدايته بالعلم حتى أتقن فنونا كثيرة خصوصا في الفرائض، ثم سلك طريق التصوف، وحج بيت الله الحرام، ثم خرج من مكة قاصدا السياحة، فقصد الشام ومصر. وكان بمصر ناصر الدين بن الميلق الشاذلي، فأخذ عنه الطريقة الشاذلية، ثم سافر من مصر إلى الحبشة، وصحبه هنالك السلطان سعد الدين المجاهد، وكان عنده معظما وزوّجه بأخته وأكثر أولاده منها، ثم رجع إلى اليمن واستوطن قرية المخا، وابتنى فيها بيوتا له وللوافدين عليه.

## تلاميذه
ظهر تأثيره العلمي الكبير منذ استقراره في مدينة المخا، وهو ما تجلى بوضوح من خلال زيارة عشرات العلماء والفقهاء وطلبة العلم لمدينة المخا، للسماع منه والتتلمذ على يده ونيل صحبته، ومن أبرز الأسماء التي أخذت عنه:
| - حسين بن عبد الرحمن الأهدل - أحمد بن محمد الرديني | - حسن بن عبد الرحمن الأهدل - يحيى بن أحمد المساوى | - أبو بكر بن محمد الزيلعي - أحمد بن أبي بكر الحضرمي | - أبو بكر بن أحمد الطيب دعسين - إبراهيم بن حسن الكدهي |

## تصوفه
يعد علي بن عمر القرشي المؤسس الأول للطريقة الصوفية الشاذلية في بلاد اليمن، فما إن استقر في مدينة المخا حتى شرع في العمل على نشر الطريقة الشاذلية، وابتنى له زاوية خاصة به، وبدأ التدريس ونشر علوم الشاذلية وتصانيفهم، فأقبل المريدون إلى زاويته، وذاع صيته وتوسعت علاقاته الاجتماعية، وكان حريصا على ربط علاقات مع بعض الأسر المشهورة، ليوظف ذلك في نشر مذهب الصوفية الشاذلية بين القبائل والأسر الكبيرة، يتضح ذلك من روابط المصاهرة لبعض الأسر كأسرة بني الخطيب الذين تزوج منهم وغيرها من الأسر.
وقد تمكن عبر بعض مريديه من نشر طريقة الشاذلية في اليمن، حيث نجح تلامذته من تأسيس زوايا وأربطة في بعض المدن اليمنية، وعلى رأسها مدينة عدن، إذ تمكن كل من حسن بن عبد الرحمن الأهدل وأحمد بن أبي بكر الحضرمي، اللذين كانا يزوران مدينة عدن باستمرار بتوجيه من الشيخ علي القرشي، من العمل على نشر الطريقة الشاذلية فيها، ويبدو أنهما وجدا ارتياحا من المجتمع في مدينة عدن للأفكار الصوفية الشاذلية، فرفعا تقريرا للشيخ علي القرشي بذلك، واستأذناه في استيطان عدن، وتأسيس رباط للشاذلية فيها، ليتوليا إدارته والإشراف على تعليم مريديه، فأذن لهما الشيخ القرشي، وبهذا أُسس رباط جديد للشاذلية في مدينة عدن، وبقي حسن الأهدل يدير ذلك الرباط حتى وفاته.

## مآثره
كان يعين الفقراء والوافدين بماله وجاهه، ولا يدخر شيئا من الدنيا، وما دخل عليه أنفقه في وجوه الخير. وكان لا ينام الليل، ويأمر أصحابه بذلك، وكان يأمرهم بشرب القهوة؛ ليستعينوا بها على السهر، وكان ذلك أوائل ظهور شجرة البن في بلاد اليمن، ولهذا نسبت إليه حيث تسمى في كثير من الدول والبلدان بـ«الشاذلية» أو «الشاذلي» منها الجزائر وشبه جزيرة سيناء وبلاد الشام واليمن وكثير من بلدان شبه الجزيرة العربية. فكان الشيخ علي أول من أحدث القهوة وأخرجها من أرض اليمن، ثم لم يزل أمرها يفشو شيئا فشيئا، ومن بلد إلى بلد، إلى أن آل ما آل بحيث عمّت البلاد المشرقية وكثيرا من البلاد المغربية.

## ذريته
وقد خلف عددا من الأبناء، منهم: عبد الرؤوف وعبد المحسن والزين وأبو الفتح وعبد المغني وغيرهم.

## وفاته
توفي في يوم السبت أول يوم من شهر صفر سنة 828 هـ بالمخا وقبره بها مشهور معظم، مقصود للزيارة والتبرك. وتقام له حولية سنوية في الثاني عشر من شهر صفر في مسجده المعروف باسمه مسجد الشاذلي.